# Júlio Baptista
Júlio Baptista, właśc. Júlio César Clemente Baptista (ur. 1 października 1981 w São Paulo) – brazylijski piłkarz występujący na pozycji napastnika. Reprezentant Brazylii w latach 2001–2010.

## Kariera[2]
Julio Baptista urodził się 1 października 1981 roku w São Paulo. Rozpoczął swoją profesjonalną karierę w 2000 roku w zespole São Paulo. Następnie przeniósł się do Sevilli i grał tam od 2003 do 2005 roku. Określony został mianem „Bestii z Sewilli”. Jest graczem bardzo uniwersalnym, mogącym grać zarówno na pozycji defensywnego pomocnika, jak również pomocnika ofensywnego, a nawet napastnika. W sezonie 2004/2005 strzelił dla Sevilli 38 goli w 63 meczach. Po zakończeniu sezonu otrzymał wiele ofert między innymi z Arsenalu i Tottenhamu Hotspur, ale wybrał ofertę Realu. Suma transferu wyniosła 20 mln €. 29 lipca 2005 roku podpisał kontrakt, który związał go z klubem na 5 sezonów. Dołączył do innych Brazylijczyków w składzie Królewskich: Ronaldo, Roberto Carlosa i Robinho. 30 sierpnia 2006 roku – w dniu zamknięcia letniego okna transferowego, przeszedł z Realu do drużyny Kanonierów na zasadzie wypożyczenia. W zamian na tej samej zasadzie do drużyny Królewskich przeszedł José Antonio Reyes, grający uprzednio w Arsenalu.
Po sezonie 2006/2007 Arsenal nie zdecydował się na transfer definitywny i Baptista wrócił do Madrytu. W tym roku otrzymał hiszpański paszport. 11 sierpnia tego samego roku trafił w ramach transferu definitywnego do włoskiego klubu AS Roma za 9 mln €, z opcją dopłaty jeszcze dwóch milionów euro, w przypadku awansu zespołu z Rzymu w przyszłym sezonie do rozgrywek Ligi Mistrzów.
18 sierpnia 2018 został zawodnikiem rumuńskiego CFR Cluj. 29 maja 2019 ogłosił zakończenie kariery piłkarskiej.
Po zakończeniu kariery w 2021 roku został trenerem rezerw Realu Valladolid które trenował do sierpnia 2023 kiedy to został zwolniony przez prezesa Realu Valladolid - Ronaldo Nazario.

## Sukcesy[6]
Real Madryt
- Mistrz Hiszpanii: 2007/08
- Superpuchar Hiszpanii: 2007/08

Cruzeiro
- Mistrz Brazylii: 2013, 2014

### CFR Cluj
- Mistrz Rumunii: 2018/19

### Reprezentacja Brazylii
- Copa América: 2004, 2007
- Puchar Konfederacji w piłce nożnej: 2005, 2009